# Oenanthe (planta)
- Commons
- Wikispecies

Oenanthe L. é um género botânico pertencente à família Apiaceae.

## Sinonímia
- Actinanthus Ehrenb.
- Phellandrium L.
- Oenosciadium Pomel
- Stephanorossia Chiov.
- Volkensiella H. Wolff

## Espécies
| - Oenanthe aquatica - Oenanthe crocata - Oenanthe divaricata - Oenanthe fistulosa - Oenanthe fluviatile | - Oenanthe javanica - Oenanthe lachenalii - Oenanthe peucedanifolia - Oenanthe pimpinelloides - Oenanthe silaifolia |

- «Lista completa»

## Classificação do gênero
| Sistema | Classificação                    | Referência               |
| ------- | -------------------------------- | ------------------------ |
| Linné   | Classe Pentandria, ordem Digynia | Species plantarum (1753) |